# Valiant (revista)
Valiant fue una revista de historietas británica, publicada por IPC Magazines entre 1962 y 1976.
El 19 de marzo de 2012 la Royal Mail lanzó una colección especial de sellos para celebrar la rica historia del cómic británico. La colección incluía "The Beano", "The Dandy", "Eagle", "The Topper", "Roy of the Rovers", "Bunty", "Buster", "Valiant", "Twinkle" y "2000 AD".

## Principales series publicadas en la revista
| Números | Fecha      | Título            | Guionista | Dibujante                 |
| ------- | ---------- | ----------------- | --------- | ------------------------- |
| 1-      | 06/10/1962 | Captain Hurricane |           |                           |
| 1-      | 06/10/1962 | Steel Claw        | Tom Tully | Jesús Blasco              |
|         |            | Billy Bunter      |           |                           |
|         |            | Adam Eterno       |           |                           |
|         | 1962-1965  | It's a Dog's Life | Roba      | Roba                      |
|         | 1963-1971  | Kelly's Eye       | Tom Tully | Francisco Solano López    |
|         | 1964-1970  | Mytek the Mighty  | Tom Tully | Eric Bradbury, Bill Lacey |